# Старое Семёнково
Старое Семёнково  — деревня в Петушинском районе Владимирской области России. Входит в состав Петушинского сельского поселения.

## География
Деревня расположена в 10 км на северо-запад от райцентра города Петушки.

## История
В конце XIX — начале XX века деревня располагалась на старом участке Владимирского тракта и входила в состав Жаровской волости Покровского уезда Владимирской губернии, с 1921 года — в составе Орехово-Зуевского уезда Московской губернии, с 1924 года — в составе Воспушенской волости. В 1859 году в деревне числилось 48 дворов, в 1905 году — 79 дворов, в 1926 году — 80 дворов.
С 1929 года деревня являлась центром Семенковского сельсовета Петушинского района Московской области, с 1936 года — в составе Аннинского сельсовета, с 1944 года — в составе Владимирской области, с 1954 года — в составе Петушинского сельсовета, с 1984 года — в составе Аннинского сельсовета, с 2005 года — в составе Петушинского сельского поселения.

## Население
| 1859 | 1905 | 1926 | 2002 | 2010 | 2021 |
| ---- | ---- | ---- | ---- | ---- | ---- |
| 337  | ↗472 | ↘294 | ↘15  | ↗22  | ↘17  |